# Acomys cilicicus
Acomys cilicicus és una espècie de mamífer rosegador de la família dels múrids. És endèmic de la costa meridional de Turquia. No se sap gaire cosa sobre el seu hàbitat i la seva història natural. Es desconeix si hi ha cap amenaça significativa per a la supervivència d'aquesta espècie. El seu nom específic, cilicicus, significa ‘de Cilícia’ en llatí.